# Hiéroglyphe égyptien C3
Le hiéroglyphe égyptien (Thot assis) est classifié dans la section C « Divinités anthropomorphes » de la liste de Gardiner ; il y est noté C3.

## Représentation
Il représente le dieu Thot sous sa forme ibiocéphale (Threskiornis aethiopicus) assis. Il est translittéré Ḏḥwty.

## Utilisation
| G26 | C3 |

| G26 | C3 |

| D19 · Z1 | i | i | C3 |

| D19 · Z1 | i | i | C3 |

« celui au nez (comprendre « au long rostre ») ».